# Oleg Stepanov
Pour les articles homonymes, voir Stepanov.
Oleg Sergueïevitch Stepanov (russe : Олег Сергеевич Степанов), né le 10 novembre 1939 à Moscou et mort le 27 février 2010 dans la même ville, est un judoka soviétique.
Il compte à son palmarès une médaille de bronze olympique, une médaille de bronze mondiale et un titre européen.

## Palmarès international
| Année | Compétition           | Lieu           | Résultat | Catégorie      |
| ----- | --------------------- | -------------- | -------- | -------------- |
| 1964  | Championnats d'Europe | Madrid         | 1er      | Moins de 68 kg |
| 1964  | Jeux olympiques       | Tokyo          | 3e       | Moins de 68 kg |
| 1965  | Championnats du monde | Rio de Janeiro | 3e       | Moins de 68 kg |
| 1966  | Championnats d'Europe | Luxembourg     | 1er      | Moins de 70 kg |